# Elettra (A 5340)
La Elettra è un'unità della Marina Militare classificata come Nuova Unità di Supporto Polivalente (NUSP), contraddistinta dalla sigla A 5340 in quanto nave ausiliaria secondo la classificazione NATO. Ufficialmente la forza armata italiana la definisce una unità destinata al supporto logistico e operativo. Secondo gli analisti militari è una nave SIGINT, cioè in grado di svolgere l'attività di raccolta di informazioni mediante l'intercettazione e analisi di segnali radio e radar, quali quelli utilizzati per le comunicazioni, i sistemi di difesa aerea o per la guida di missili.

## Caratteristiche
L'equipaggiamento per assolvere ai compiti di ricerca, raccolta, analisi e valutazione di emissioni acustiche ed elettromagnetiche risulta consistere in 27 differenti sensori elettronici e acustici ai quali si unisce la possibilità di operare aeromobili a pilotaggio remoto dal ponte posteriore. Sull'unità, oltre all'equipaggio standard di 30 persone, possono operare ulteriori 65 tecnici per i sistemi imbarcati.
Altri compiti cui può essere destinata la nave sono il supporto a missioni di ricerca idro-oceanografica e di ispezione dei fondali marini grazie alla disponibilità di un sommergibile in grado di raggiungere la profondità di 1000 metri.
Il particolare sistema di propulsione consiste in due motori diesel-elettrici realizzati abbinando due generatori diesel GMT Wärtsilä-CW 12V200 da 2785 kVA con due motori elettrici a magneti permanenti ognuno da 1500 kW, che prendono il nome di MEMP e sono prodotti dalla ABB. Questa soluzione è normalmente utilizzata per i gruppi motori sincroni dei sottomarini e il costruttore Fincantieri dichiara essere la prima volta che viene usata per una nave di superficie. Grazie a questa scelta progettuale, la nave ha una segnatura acustica ridotta e si contraddistingue sia per l'elevata efficienza sia per la silenziosità elettromagnetica, grazie alla singolare erogazione dei gruppi di inverter denominati MCM di estrazione automotive. Gli MCM sono gestiti da una unità di controllo superiore denominata ISC che, sfruttando le caratteristiche operative in tempo reale del sistema operativo OS-9000, controlla e comanda i 4 MCM per sottomotore secondo precisi modelli di intervento dei drives.
La nave è dotata di armamento per autodifesa, consistente in due cannoni Alenia OTO Melara-Oerlikon KBA/KBB 25/80mm automatici.

## Servizio
La nave, costruita da Fincantieri nel Cantiere navale del Muggiano di La Spezia è stata varata il 24 luglio 2002 e battezzata Elettra in ricordo della nave su cui Guglielmo Marconi effettuò numerosi esperimenti di radiofonia. Alla cerimonia del battesimo la madrina è stata la figlia dello scienziato, la Principessa Elettra Marconi, peraltro presente in foto da bambina in alcune scatti a bordo del panfilo da cui l'unità prende il nome e custoditi a bordo nella bacheca dei cimeli insieme ad alcuni tra i primi apparati di trasmissione radio realizzati dal padre.

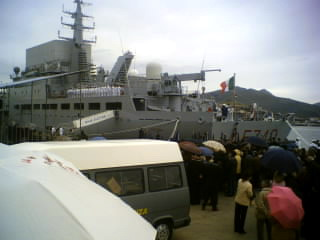
La consegna della bandiera di combattimento

L'unità ha ulteriormente sviluppato le esperienze fatte dal costruttore sulla nave NRV Alliance commissionata negli anni ottanta al cantiere italiano dal centro di ricerca NATO per l'esplorazione marittima e subacquea NATO Undersea Research Centre (NURC), ora Centre for Maritime Research and Experimentation (CMRE). La Alliance entrò in servizio con la NATO nel 1988 e si caratterizzava per la bassissima rumorosità, utile per le ricerche acustiche oceanografiche cui si dedica, anche per enti civili che la noleggiano.
Dal 1º gennaio 2016 la NRV Alliance è entrata a far parte della flotta della Marina Militare Italiana con la sigla ottica A5345.
Dopo questa esperienza e dopo una unità simile per la marina di Taiwan (Ta Kuan AGS-1601 oceanographic research ship, consegnata il 26.9.1995), nel 1999 fu ordinata una nave pensata per le esigenze specifiche della Marina Militare. Varata il 24 luglio 2002, due anni dopo il taglio della prima lamiera del marzo 2000, l'unità fu consegnata alla forza armata il 2 aprile 2003, ricevendo la bandiera di combattimento il 7 ottobre 2005 a Gaeta.
L'unità è inquadrata nel COMDINAVUNO, il Comando della I Divisione navale, ed ha la sua sede di servizio alla Spezia.
Nel febbraio 2011, la nave fu impiegata al largo della Libia nel quadro del dispositivo di forze che realizzò l'intervento militare conseguente alla guerra civile di quel paese.
Nel giugno 2014 l'Elettra ha dato il cambio alla omologa francese Dupuy de Lôme nelle attività di pattugliamento nel Mar Nero continuando il monitoraggio effettuato da forze NATO di quanto collegato alla crisi politica ucraina in corso nello stesso periodo. Il ritorno di una nave dell'intelligence italiana nelle acque del Mar Nero, per la prima volta dalla fine della Guerra fredda, ha l'obiettivo di intercettare le comunicazioni e le emissioni elettroniche delle forze militari russe e dei separatisti ucraini sostenuti da Mosca. L'agenzia russa definisce questa unità “nave spia da ricognizione” e la Marina Militare di “supporto polivalente".